# Заблоцкий, Михаил Александрович
Михаи́л Алекса́ндрович Забло́цкий (21 ноября 1912, Красноярск — 3 мая 1996) — русский зоолог и зоотехник, кандидат биологических наук. Основатель первого российского зубрового питомника на базе Приокско-Террасного заповедника.
Внес значительный вклад в восстановление популяции зубра. Награждён премией «The Global 500» ЮНЕП ООН.

## Биография
Родился 21 ноября 1912 года в Красноярске в семье врача.
В 1936 году с отличием окончил Всесоюзный зоотехнический институт пушно-сырьевого хозяйства. После окончания института был направлен на работу в Институт гибридизации и акклиматизации животных в Аскании-Нова, где содержался единственный в то время в СССР зубр.
В 1941 году разработал План восстановления чистокровных зубров в СССР, реализации которого помешала война.
В 1941—1945 годах принимал участие во Второй мировой войне. Получил звание лейтенанта. Был награждён двумя орденами Отечественной войны II степени, двумя орденами Красной Звезды, медалями «За оборону Ленинграда», «За взятие Вены», «За победу над Германией» и другими.
В 1947 году по проекту, разработанному Михаилом Заблоцким, началось строительство зубрового питомника. Местом для него был выбран Приокско-Террасный заповедник. 21 ноября 1948 в питомник прибыл первый зубр.
Позже организовал три дочерних зубровых питомника.
Михаил Заблоцкий написал 103 работы по биологии, экологии, этологии зубра, проблемам разведения и восстановления зубра.
В 1989 году получил премию «The Global 500».
В 1991 году был награждён Орденом Октябрьской революции.
Михаил Александрович Заблоцкий скончался 3 мая 1996 года. Похоронен на территории Приокско-Террасного заповедника. В 2015 году заповеднику было присвоено его имя.

## Личная жизнь
Жена — Лидия Васильевна Заблоцкая.
Дочь — Мария Михайловна Заблоцкая (р. 1946), зоолог, кандидат биологических наук.